# 프롬나드 콘서트

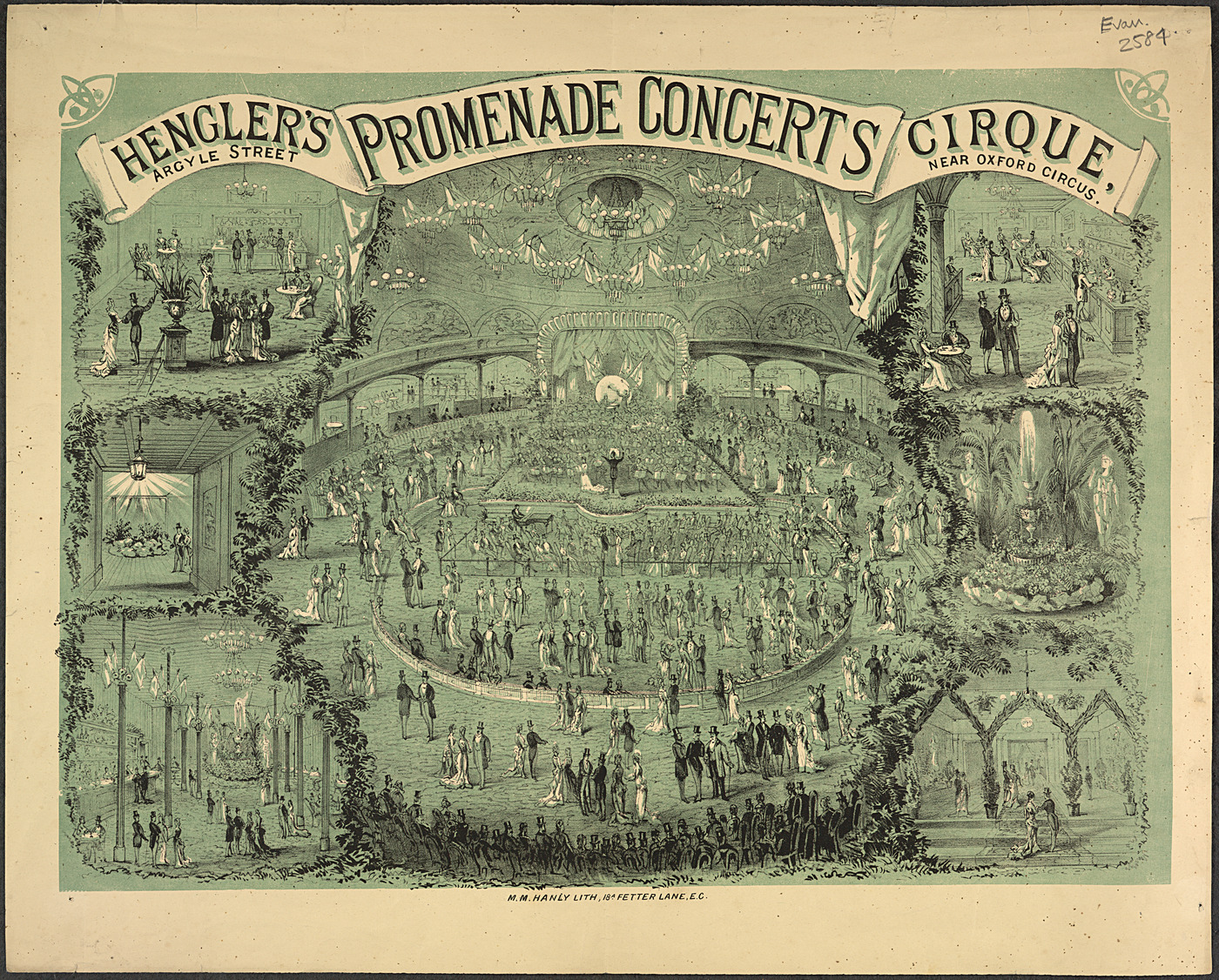
프롬나드 콘서트의 1880년 경 포스터

프롬나드 콘서트(Promenade concert)는 영국 런던에서의 콘서트로, 공원 등에서 청중이 산책하거나 춤추면서 콘서트를 관람한다.